# Fournisseur
Un fournisseur est une personne ou une entreprise qui soit fabrique, transforme, emballe, ou installe des produits contrôlés, soit exerce des activités d'importation ou de vente de ces produits.
On parle souvent de relation client-fournisseur.

## Définition
Selon les domaines, le mot fournisseur a différentes significations :
- dans le commerce de détail : un fournisseur est une personne qui vend des denrées, des produits ou des services à un client[1] ;
- dans le domaine militaire : un fournisseur est la société qui est habilitée à fournir un certain type d’armement[2] ;
- dans le commerce international : un fournisseur est une société à même d’approvisionner un certain type de denrées ou de matériaux[3].

## Logiciel
Un fournisseur d'applications en ligne ou fournisseur de services d'applications est un prestataire de services qui offre à plusieurs clients la possibilité d'utiliser la même application informatique à travers un réseau de télécommunication afin d'en répartir le coût[source insuffisante].
Pour les logiciels classiques :
- éditeurs de logiciels ;
- entreprise de services du numérique ;
- constructeurs informatiques.

Dans le cas du logiciel libre, la communauté du logiciel libre inclut à la fois des personnes des clients et des personnes des fournisseurs.